# Serie 547 a 561 de MZA
La serie 547 a 561 de MZA fueron quince locomotoras de vapor de mercancías construidas por La Maquinista Terrestre y Marítima entre 1900 y 1901 para la Compañía de los Ferrocarriles de Madrid a Zaragoza y Alicante (MZA), siendo el primer modelo construido en serie en España. Tras la nacionalización ferroviaria y la creación de RENFE, en 1941, las locomotoras fueron renombradas y pasaron a convertirse en la serie 040-2271 a 2285.

## Historial
Para la construcción se tomó como modelo la serie 537-546 del ferrocarril Mérida-Sevilla, fabricada por Cockerill, pero con una caldera mayor y de timbre más elevado, con lo que se aumentó la potencia. Una característica peculiar de estas locomotoras son sus ruedas de cuerpo macizo, por no fabricarse en España las de acero moldeado con radios.
En un principio fueron asignadas a la zona catalana de MZA, pero hacia 1910 fueron desplazadas a otras zonas, donde permanecieron hasta su desguace. Las quince locomotoras estaban activas en 1941 y al crearse RENFE formaron la «serie 040-2271 a 2285». Estuvieron asignadas a los depósitos de Madrid-Atocha, Mérida, Córdoba-Cercadilla y Guadix, pasando estas últimas a la dotación de Córdoba-Cercadilla, donde eran muy aptas para el difícil perfil de la línea Córdoba-Almorchón.
Fueron dadas de baja y desguazadas entre 1964 y 1967, a excepción de la 040-2273, que se conservó en la rotonda del Depósito de San Jerónimo, en Sevilla, para el Museo del Ferrocarril, donde el paso de los años y el pillaje la dejaron en un estado lamentable. En 1991, ante la inminente demolición de la rotonda con motivo de la Exposición universal de Sevilla 1992, se trasladó durante algún tiempo a la Estación de San Jerónimo, pero al ser esta también desmantelada la máquina fue llevada a la estación de mercancías de Majarabique, desde donde años después fue trasladada por carretera a Pozoblanco, para ser instalada como monumento. Parece ser que por falta de espacio sólo se instaló la locomotora, quedando el ténder primero en Majarabique y posteriormente en una vía muerta de la estación de La Rinconada, reducido ya a un montón de chatarra.